# 伊藤圭祐
伊藤 圭祐（いとう けいすけ、1979年8月 - ）は、日本の農芸化学者。専門は、タンパク質工学・味覚科学。学位は、博士（農学）（東京大学・2008年）。静岡県立大学食品栄養科学部准教授・大学院食品栄養環境科学研究院准教授。
東京大学大学院農学生命科学研究科特任研究員、静岡県立大学食品栄養科学部助教などを歴任。

## 来歴

### 生い立ち
1979年生まれ。日本獣医畜産大学（現：日本獣医生命科学大学）応用生命科学部食品科学科に入学。食品学を学び、2003年に日本獣医畜産大学を卒業。その後、静岡県立大学大学院に進学、生活健康科学研究科にて学んだ。2005年、静岡県立大学大学院博士前期課程を修了。さらに、東京大学大学院農学生命科学研究科に進学。2008年、東京大学大学院博士後期課程を修了。それに伴い、東京大学より博士（農学）の学位を取得。

### 学究活動
2008年、東大院農学生命科学研究科博士課程修了後、同研究科特任研究員に就任。同年、京都大学大学院医学研究科客員研究員を兼任。また、2009年には日本学術振興会特別研究員にもなっている。2010年、静岡県立大学食品栄養科学部の助教に就任した。
2016年、静岡県立大学食品栄養環境科学研究院・食品栄養科学部食品生命科学科（食品化学研究室）准教授。

## 研究

### 主な分野
農芸化学を専門に研究しており、特に蛋白質工学や味覚科学といった領域を中心としている。特に蛋白質について着目しており、その構造と機能について調査を行い、それぞれの相関について分析を試みている。また、ヒトにとって有益な蛋白質の生産を試みており、蛋白質を生成する微生物を用いた研究に取り組んでいる。

### グルカンスクラーゼの立体構造の解明
2011年、岩田想や伊藤創平とともに、齲蝕の病原因子となる酵素「グルカンスクラーゼ」の立体構造を明らかにした。それに伴い、グルカンスクラーゼによる多糖の合成メカニズムを解明した。なお、齲蝕の病原因子となる酵素の立体構造を解明したのは、世界で史上初めてである。
伊藤圭祐らは、大腸菌を利用してグルカンスクラーゼ大量に合成し、それらにX線を照射し結晶の内部を分析することで、その立体構造を明らかにした。

## 略歴
- 1979年 - 生誕
- 2003年 - 日本獣医畜産大学応用生命科学部食品科学科卒業
- 2005年 - 静岡県立大学大学院生活健康科学研究科修士課程修了
- 2008年
  - 東京大学大学院農学生命科学研究科博士課程修了。3月、博士（農学）。論文の題は「味覚修飾タンパク質ミラクリンの発現系構築と構造生物学的解析(Taste-modifying protein miraculin : expression system construction and structural analysis)」[13]。
  - 東京大学大学院農学生命科学研究科特任研究員
  - 京都大学大学院医学研究科客員研究員
- 2009年 - 日本学術振興会特別研究員
- 2010年 - 静岡県立大学食品栄養科学部助教
- 2016年 - 静岡県立大学食品栄養科学部准教授

## 関連人物
- 伊藤創平